# Sza’are Tikwa
Sza’are Tikwa (hebr. שערי תקוה) – osiedle żydowskie położone w samorządzie regionu Szomeron, w Dystrykcie Judei i Samarii, w Izraelu.
Leży w zachodniej części Samarii, w otoczeniu miasteczek Oranit i Elkana, osiedla Ec Efrajim, oraz arabskiej wioski Azzun Atma. Na północny wschód od osiedla przebiega mur bezpieczeństwa oddzielający Izrael od Autonomii Palestyńskiej. Po stronie palestyńskiej znajdują się arabskie wioski Beit Amin i Sanniriya.

## Historia
29 listopada 1947 roku Zgromadzenie Ogólne Organizacji Narodów Zjednoczonych przyjęło Rezolucję nr 181 w sprawie podziału Palestyny na dwa państwa: żydowskie i arabskie. Tutejsze tereny miały znajdować się w państwie arabskie i w wyniku wojny o niepodległość w 1948 znalazły się pod okupacją Jordanii.
Podczas wojny sześciodniowej w 1967 ziemie te zajęły wojska izraelskie. Tutejsze osiedle powstało w 1983 na mocy decyzji rządu izraelskiego. Pierwsi mieszkańcy osiedlili się tutaj w kwietniu 1983. Uroczystość oficjalnego utworzenia osiedla nastąpiła 19 maja 1983.
Podczas intifady Al-Aksa, 29 kwietnia 2001 palestyńscy terroryści  przerzucili dwie bomby przez ogrodzenie osiedla Sza’are Tikwa. W wybuchu uszkodzone zostały dwa budynki mieszkalne. 17 maja 2003 terroryści ostrzelali osiedle, raniąc 1 Izraelczyka. 19 maja 2003 dwóch palestyńskich terrorystów z Brygad Męczenników Al-Aksa wtargnęło na teren osiedla, zostało jednak zastrzelonych przez żołnierzy z ochrony.
W 2004 wybudowano w pobliżu osiedla mur bezpieczeństwa, które de facto przyłączył te ziemie do Izraela.

## Edukacja
W osiedlu jest szkoła podstawowa.

## Kultura i sport
W osiedlu znajduje się ośrodek kultury, boisko do piłki nożnej oraz basen pływacki.

## Gospodarka
Gospodarka osiedla opiera się na sadownictwie.
Znajduje się tutaj niewielka wytwórnia win Bustan, która powstała w 1994. Produkuje ona rocznie około 2 tys. butelek wina.

## Komunikacja
Z osiedla wyjeżdża się na południe na drogę nr 505 , którą jadąc na wschód dojeżdża się do miasteczka Elkana, lub jadąc na zachód dojeżdża się do autostrady nr 5  (Tel Awiw–Ari’el).